# ジェームズ・W・W・バーチ
ジェームズ・ウィーラー・ウッドフォード・バーチ（英：James Wheeler Woodford Birch、1826年4月3日 – 1875年11月2日）は、英国植民地官僚。1875年、マレー半島のぺラ州で暗殺され、この事件はペラ戦争の勃発を招き、最終的にイギリス領マラヤにおけるイギリスの政治的影響力の拡大につながった。

## 背景
バーチは1826年に生まれ、短期間イギリス海軍に勤務したのち、1846年にセイロン（現スリランカ）の道路局に入省した。セイロンでの行政官としての経歴は成功を収め、1870年6月6日には、海峡植民地の植民地書記官としてシンガポールに転任した。
パンコール条約により、ペラ州のスルタンの継承を争っていた皇族のひとり、ラジャ・アブドゥラ（英語版）、が英国の政治顧問（「レジデント」と称される）を自らの宮廷に受け入れることに同意したのを受けて、1874年11月4日、バーチはぺラ州スルタンの政府監督官としてその職に任命された。
パンコール条約は、当時のペラ州内部の市民戦争（ラルート戦争）やスルタンの継承権に関わる政情不安を平定すると同時に、イギリス政府が歴史上初めてマレー社会に行政監督を常駐させて宗教や文化に関わることを除くあらゆる政治分野で、イギリス人行政官の内政干渉を許す条約であった。「宗教や文化に関わることは内政干渉から除外する」という条文にはマレーの皇族の宗教や文化の根本にあった奴隷制度が対象に含まれるとは記載されていない。

## 暗殺

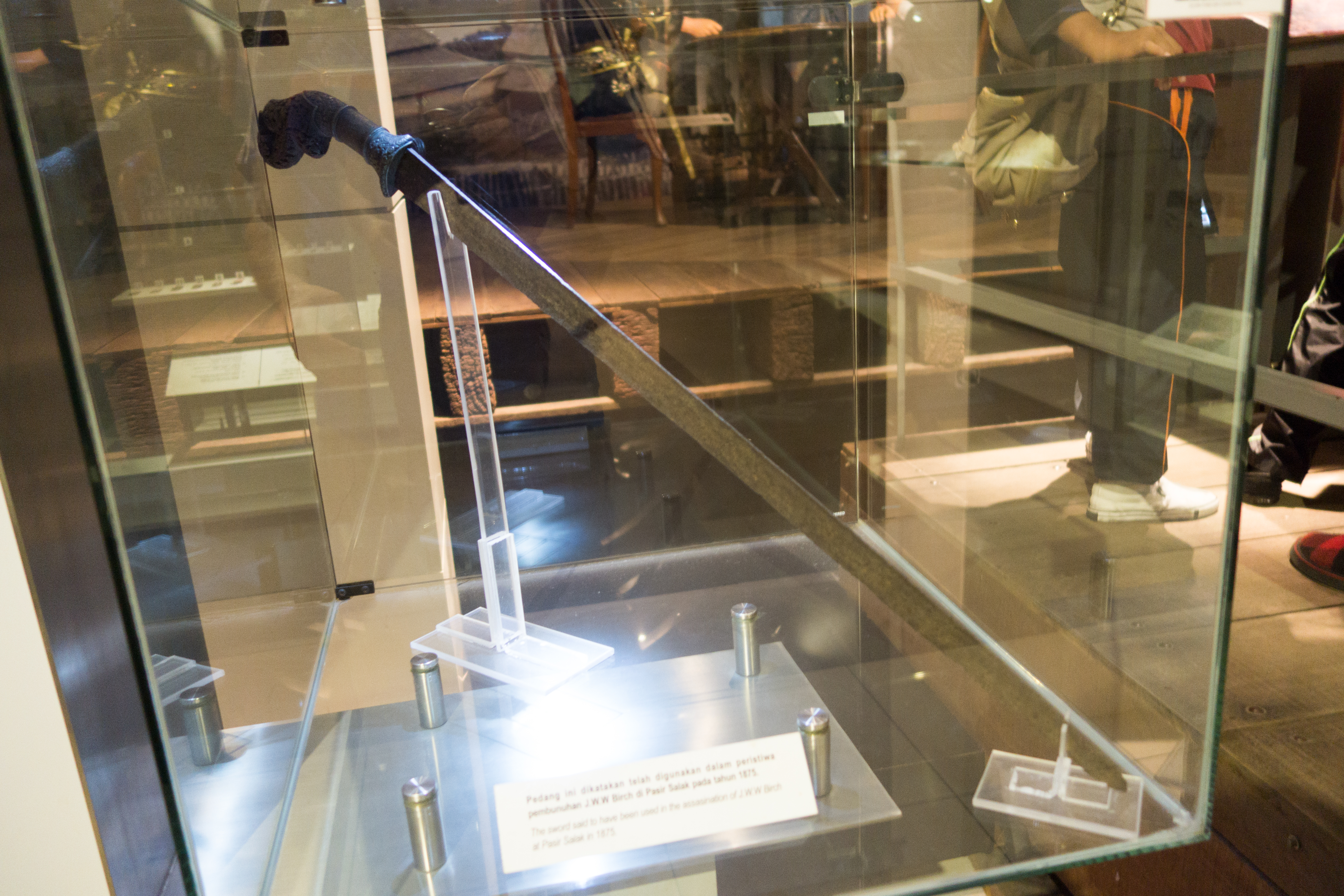
クアラルンプールの国立博物館（Muzium Negara）に展示されている剣。この剣が1875年のバーチ殺害に使われたものとして伝えられている。

バーチはマレー滞在中、現地の奴隷制度に反対しており、これが結果的に彼の暗殺事件へとつながった。あるマレー人代表団はシンガポールにおいて海峡植民地政府のアンドリュー・クラーク総督に対し、「レジデントが宗教や慣習に干渉すること、スルタンや首長たちに相談せずに行動すること、そして彼らの財産（奴隷や封建的徴収権など）を奪うことをやめさせてほしい」と嘆願した。クラーク総督は1875年3月25日の時点で、「バーチの行動や、何でも頭ごなしに進めてしまうやり方には非常に苛立ちを感じている。自重してくれないと、私も彼も共に災難に遭うことになるだろう」と書き残している。
マレー側代表団による嘆願をバーチが受け入れなかったことから、1875年7月21日、ラジャ・アブドゥラは首長たちを招集して会議を開き、バーチに毒を盛る案が議論された。最終的には、首長のひとりであったマハラジャ・レラの「刺殺する」という提案が受け入れられた。
1875年11月2日、バーチはマハラジャ・レラの配下の者たちによって殺害された。犯行には数名の暗殺者が加わっており、バーチがペラ川河岸に浮かべた船ので入浴していたところを槍で突き殺した。この船は、現在のテルク・インタン（旧名テルク・アンソン）近く、パシル・サラクにあるマハラジャ・レラの屋敷の下に停泊していた。
バーチは植民地行政官の経験は豊富だったものの、マレー語を話すことには終始不慣れであった。また、新しい課税徴収制度の導入や、家屋の焼き払い、武器と奴隷の引き渡し命令など、公衆の面前で屈辱を与えるような強圧的な采配をしていために、多くのペラ州の首長たちの反感を買っていた。
1875年11月のバーチの暗殺をきっかけにイギリス軍はペラ州に進軍し、ペラ州のマレーシア武装集団と衝突することとなった。イギリス軍はマレー側武装集団を短期間に鎮圧し、1876年半ばまでに反乱に関与した首長たちは逮捕され、そ裁かれて処罰された。一連の武将衝突は比較的小規模ながらペラ戦争と呼ばれている。
バーチ暗殺に関与したとされるラジャ・アブドゥラは退位させられ、セイシェル諸島へ流刑となった。代わって彼の政敵であったラジャ・ユスフが新たなスルタンに任命された。
事件の後、政庁はタイピンへ移された。新しいレジデントとしてヒュー・ロー卿が任命され、より外交的な姿勢でペラ州の統治にあたった。彼は奴隷制度そのものは禁止したが、債務不履行による奴隷については徐々に廃止する形をとり、スルタンや首長たちに対しては毎月適切な補償金を支給することで反感を和らげた。

## バーチ暗殺に対する歴史的解釈
マレーシアの歴史家チェア・ブン・キン（英：Cheah Boon Kheng）は、現代のマレーシアの学校歴史教科書ではバーチの暗殺が「ほぼすべてのペラのマレー人が参加した反植民地主義的蜂起」として描かれているものの、実際のペラ州の政治状況はそれほど単純ではなく、王位を争う二人の対立候補――ラジャ・アブドゥラとラジャ・イスマイル――の支持者間で深い対立があったと主張している。チェアによれば、マハラジャ・レラのバーチ殺害への関与は、マレー社会における封建的な内部抗争の文脈で理解されるべきであり、帝国主義への初期の抵抗の一例として解釈すべきではないという。

## 墓標
バーチの墓は、パシル・サラクから約24キロ離れたカンポン・メマリにある、かつてのイギリス軍要塞跡の近くに位置している。現在、その墓の場所はアブラヤシ農園に覆われている。1909年には「バーチ記念時計塔」が建設され、現在もイポーの州立モスクの前に立っている。この時計塔には44人の歴史的人物のレリーフが施されているが、宗教的配慮からイスラムの教祖であるムハンマドの姿は1990年代に塗りつぶされている。
クアラルンプールやタイピンにある「バーチ・ロード（Birch Road）」は、かつてジェームズ・バーチにちなんで名付けられたと考えられていたが、実際には彼の長男であり、同じくペラ州のレジデントを務めたアーネスト・ウッドフォード・バーチに由来するものである。この道路は、1957年のマラヤ連邦独立後に「マハラジャレラ通り（Maharajalela Road）」へと改称された。同様に、マレーシア各地（スレンバン、ペナン、イポー）およびシンガポールにも「バーチ・ロード」という名の道路が存在する。

## 外部参照
- Death on the Perak River – The assassination of J W W Birch*
- WorldStatesmen – Malaysia
- Education Malaysia – Rewriting our history
- History of Malaysia, a tale of Tussels, Tin and Tolerance

| 官職                          | 官職                       | 官職                            |
| ----------------------------- | -------------------------- | ------------------------------- |
| 先代 ロナルド・マクファーソン | 海峡植民地書記官 1870–1874 | 次代 トマス・ブラデル           |
| 新設                          | 政府監督官 1874–1875       | 次代 フランク・スウェッテンハム |

Template:Resident Councillors & Chief Secretaries of Singapore